# Plebeia peruvicola
Plebeia peruvicola är en biart som beskrevs av Jesus Santiago Moure 1995. Plebeia peruvicola ingår i släktet Plebeia och familjen långtungebin. Inga underarter finns listade i Catalogue of Life.